# Дреньовський потік (притока Турця)
Дрєновський потік (словац. Drieňovský potok) — річка в Словаччині, права притока Турця, протікає в окрузі Ревуца.
Довжина — 7.9 км. Витік знаходиться в масиві Ревуцька-Верховина — на висоті 283 метри. Протікає територією сіл Леваре і Поліна.
Впадає в Турець на висоті 199 метрів.